# Petäjässaari
Petäjässaari är en ö i Finland. Den ligger i sjön Hiidenvesi och i kommunen Vichtis i den ekonomiska regionen  Helsingfors  och landskapet Nyland, i den södra delen av landet, 50 km nordväst om huvudstaden Helsingfors. Öns area är 0,6 hektar och dess största längd är 110 meter i öst-västlig riktning.